# トゥクマン州
トゥクマン州（トゥクマンしゅう）は、アルゼンチンの州。人口は1,703,186人（2022年国勢調査）。州都はサン・ミゲル・デ・トゥクマン。

## 隣接州
- サルタ州
- サンティアゴ・デル・エステロ州
- カタマルカ州

## 下位行政区画
1. ブルジャク・デパルタメント（英語版）
2. カピタル・デパルタメント (トゥクマン州)（英語版）
3. チクリガスタ・デパルタメント（英語版）
4. クルス・アルタ・デパルタメント（英語版）
5. ファマイジャ・デパルタメント (トゥクマン州)（英語版）
6. グラネロス・デパルタメント（英語版）
7. フアン・バウティスタ・アルベルティ・デパルタメント（英語版）
8. ラ・コンチャ・デパルタメント（英語版）
9. レアレス・デパルタメント（英語版）
10. ルーレス・デパルタメント（英語版）
11. モンテロス・デパルタメント（英語版）
12. リオ・チコ・デパルタメント (トゥクマン州)（英語版）
13. シモーカ・デパルタメント（英語版）
14. タフィ・ビエホ・デパルタメント（英語版）
15. タフィ・デル・バジェ・デパルタメント（英語版）
16. トランカス・デパルタメント（英語版）
17. ジェルバ・ブエーナ・デパルタメント（英語版）